# Слобозія-Городіште
Слобозія-Городіште (рум. Slobozia-Horodiște) — село у Резинському районі Молдови. Входить до складу комуни, адміністративним центром якої є село Городіште.

## Населення
За даними перепису населення 2004 року у селі проживали 552 особи.
Національний склад населення села:
| Національність       | Кількість осіб | Відсоток |
| -------------------- | -------------- | -------- |
| молдавани            | 548            | 99,3%    |
| росіяни              | 2              | 0,4%     |
| інша / без відповіді | 2              | 0,4%     |
| Всього               | 552            | 100%     |